# Tactical Assault Group
El Grupo Táctico de Asalto (Del inglés Tactical Assault Group (TAG)) son las unidades de contraterrorismo de Australia. Los dos grupos, Este y Oeste, están estructurados para conducir operaciones domésticas de contra-terrorismo enfocándose en la solución del incidente y en la recuperación de los rehenes.
Poseen una corta capacidad de conducción de operaciones militares más allá del alcance de los equipos tácticos del Estado y de la Policía Federal. Estos objetivos son obtenidos por medio de diversas habilidades y capacidades altamente especializadas y apoyando a las unidades de las Fuerzas Armadas de Australia.